# Andreas Kofler
Andreas Kofler (Innsbruck, 17 de mayo de 1984) es un deportista austríaco que compitió en salto en esquí. 
Participó en dos Juegos Olímpicos de Invierno, obteniendo en total tres medallas, oro y plata en Turín 2006, en el trampolín grande por equipo (junto con Andreas Widhölzl, Martin Koch y Thomas Morgenstern) y el trampolín grande individual, y oro en Vancouver 2010, en el trampolín grande por equipo (con Wolfgang Loitzl, Thomas Morgenstern y Gregor Schlierenzauer).
Ganó cuatro medallas en el Campeonato Mundial de Esquí Nórdico, en los años 2007 y 2011.

## Palmarés internacional
| Juegos Olímpicos   | Juegos Olímpicos   | Juegos Olímpicos | Juegos Olímpicos |
| Año                | Lugar              | Medalla          | Prueba           |
| ------------------ | ------------------ | ---------------- | ---------------- |
| 2006               | Turín (Italia)     | Medalla de oro   | TG por equipo    |
| 2006               | Turín (Italia)     | Medalla de plata | TG individual    |
| 2010               | Vancouver (Canadá) | Medalla de oro   | TG por equipo    |
| Campeonato Mundial |                    |                  |                  |
| Año                | Lugar              | Medalla          | Prueba           |
| 2007               | Sapporo (Japón)    | Medalla de oro   | TG por equipo    |
| 2011               | Oslo (Noruega)     | Medalla de oro   | TN por equipo    |
| 2011               | Oslo (Noruega)     | Medalla de oro   | TG por equipo    |
| 2011               | Oslo (Noruega)     | Medalla de plata | TN individual    |